# Tommaso Coletti
Tommaso Coletti (Ortona, 24 gennaio 1949) è un politico italiano, ex-presidente della Provincia di Chieti.

## Biografia
Dipendente dell'Ater di Chieti. Nel 2000 viene eletto consigliere regionale dell'Abruzzo per il Partito Popolare Italiano con 6.280 voti. Confluisce poi nella Margherita, con cui nel 2001 viene eletto senatore della Repubblica in quota uninominale per L'Ulivo, rimane in carica fino al 2006. 
È stato eletto Presidente della Provincia di Chieti nel turno elettorale del 2004 (dopo il ballottaggio del 26 e 27 giugno), raccogliendo il 54,9% dei voti in rappresentanza di una coalizione di centrosinistra. Era sostenuto, in Consiglio provinciale, da una maggioranza costituita da DS, Margherita, PdCI, PRC, Italia dei Valori, SDI, Verdi e UDEUR. Nel 2007 viene candidato da una coalizione di centrosinistra a sindaco di Ortona ed è sconfitto al ballottaggio. Al termine del primo mandato da presidente della provincia di Chiesto nel 2009 viene ricandidato alla carica da parte di PD, IdV, SEL e una lista civica, venendo battuto al ballottaggio con il 34,6% dei voti.